# Ramakrishna Sarada Mission
Ramakrishna Sarada Mission (Misja Ramakryszny Sarady) – hinduistyczna organizacja religijna wyłącznie dla kobiet, założona w 1954 roku dla upamiętnienia Śri Sarady Dewi, żony Ramakryszny. Działa w Australii i Południowej Afryce, a także w Indiach, gdzie posiada około 20 oddziałów.
Umożliwia swym członkiniom przyjęcie ślubów zalecanych przez ortodoksyjną tradycję śankaraćarjów. Jest jednym z niewielu ruchów, które umożliwiają kobietom porzucenie świata i zostanie sannjasinkami.